# Doris Roberts
Doris May Roberts (ur. 4 listopada 1925 w Saint Louis w stanie Missouri, zm. 17 kwietnia 2016 w Los Angeles) – amerykańska aktorka charakterystyczna. Karierę kontynuowała przez blisko sześć dekad, występując na deskach teatralnych, w filmie i telewizji. Jest najbardziej znana z ról Mildred w serialu Detektyw Remington Steele (1982–1987) i Marie Barone w serialu CBS Wszyscy kochają Raymonda (1996–2005).

## Życiorys
Urodzona w St. Louis, była córką Larry’ego i Ann Meltzerów. Jej ojciec opuścił rodzinę, gdy była dzieckiem. Matka wychowywała Doris wspólnie ze swoimi rosyjsko-żydowskimi rodzicami na Bronksie w Nowym Jorku. Ojczymem dziewczynki został wkrótce Chester H. Roberts.
Jako aktorka telewizyjno-filmowa Roberts debiutowała w 1952 roku epizodyczną rolą w serialu stacji CBS Studio One. Przez najbliższe lata regularnie gościła na małym ekranie, a w 1961 po raz pierwszy pojawiła się w filmie; w dramacie Something Wild z Carroll Baker i Diane Ladd odegrała skromną partię współpracownicy głównej bohaterki. Wystąpiła następnie w dramacie kryminalnym Przyjemny sposób na umieranie (A Lovely Way to Die, 1968) z Ali MacGraw i Kirkiem Douglasem, thrillerze komediowym Nie traktuje się tak damy (No Way to Treat a Lady, 1968) z Rodem Steigerem oraz kultowym, opartym na kanwie autentycznych zdarzeń kryminale The Honeymoon Killers (1970). W ciągu dalszych lat swej kariery współpracowała z reżyserami formatu Otto Premingera, Marka Rydella czy Jeremiaha S. Chechika. Jako Mildred Krebs zagrała w siedemdziesięciu dwóch odcinkach serialu NBC Detektyw Remington Steele (Remington Steele, 1983–1987).
Międzynarodową sławę uzyskała dzięki roli Marie Janelli Barone, matki tytułowego bohatera sitcomu CBS Wszyscy kochają Raymonda (Everybody Loves Raymond, 1996–2005). Na przestrzeni dziewięciu lat pojawiła się łącznie w dwustu dziesięciu epizodach serialu (wszystkich, jakie nakręcono). Za rolę antagonistycznej gospodyni domowej-manipulantki Doris Roberts była siedmiokrotnie nominowana do nagrody Emmy, czterokrotnie zdobywając statuetkę.
Aktorka miała za sobą także doświadczenie sceniczne. W latach 50., będąc na początku swej kariery, występowała na Broadwayu. Ponadto w czerwcu 2009 wystąpiła w sztuce Unusual Acts of Devotion, wystawianej przez La Jolla Playhouse.

### Życie prywatne
Pierwszym mężem Roberts był Michael Cannata. Małżeństwo zakończyło się rozwodem w 1962. Narodzony z tego związku syn, Michael Cannata Jr. (ur. 1957), był managerem Roberts, a także ojcem trojga jej wnuków: Kelsey, Andrew i Devona. Po raz drugi aktorka wyszła za mąż za pisarza Williama Goyena w 1963. Ich związek przetrwał do 30 sierpnia 1983, kiedy to Goyen zmarł na białaczkę.
Doris Roberts mieszkała w Los Angeles w stanie Kalifornia. Rezydowała w posiadłości, która niegdyś należała do Jamesa Deana.

## Filmografia
- 1961: Something Wild jako współpracownica Mary Ann
- 1964: Ukochane serce (Dear Heart) jako urzędniczka
- 1967: Boso w parku (Barefoot in the Park) jako pokojówka hotelowa
- 1968: Nie traktuje się tak damy (No Way to Treat a Lady) jako Sylvia Poppie
- 1970: The Honeymoon Killers jako Bunny
- 1971: Such Good Friends jako pani Gold
- 1971: Bogata, wolna, samotna (A New Leaf) jako pani Traggert
- 1971: Sposób na Alfreda (Little Murders) jako pani Chamberlain
- 1972: Look Homeward, Angel jako pani „Fatty” Pert
- 1972: Kid złamane serce (The Heartbreak Kid) jako pani Cantrow
- 1974: Długi postój na Park Avenue (The Taking of Pelham One Two Three) jako Jessie, żona burmistrza
- 1976: Blood Bath jako pani Lambert
- 1977: The Storyteller jako Marion Davidoff
- 1977: It Happened One Christmas jako Ma Bailey
- 1978: Ruby and Oswald jako Eva
- 1978: Once in Paris... jako była żona Brady’ego
- 1978: Test królika (Rabbit Test) jako Carpenter
- 1979: Good Luck, Miss Wyckoff jako Marie
- 1980: Pamiętnik Anny Frank (The Diary of Anne Frank) jako pani Van Daan
- 1980–1984: Statek miłości (The Love Boat) jako pani Bush/Harriet Stevens/Rose (serial TV)
- 1982: St. Elsewhere jako Cora (serial TV)
- 1983: Dziecko innej kobiety (Another's Woman's Child) jako Myrna
- 1983–1987: Detektyw Remington Steele (Remington Steele) jako Mildred Krebs (serial TV)
- 1985: List do trzech żon (A Letter to Three Wives) jako Sadie Finney
- 1985: Dziewczyny z Kalifornii (California Girls) jako pani Bowzer
- 1986: Zwyczajni bohaterowie (Ordinary Heroes) jako Edith Burnside
- 1987: The Fig Tree jako babcia Mirandy
- 1987: Remington Steele: The Steele That Wouldn't Die jako Mildred
- 1987: Number One with a Bullet jako pani Barzak
- 1989: W krzywym zwierciadle: Witaj, Święty Mikołaju (Christmas Vacation) jako Frances, matka Ellen
- 1989: Perfect Strangers jako pani Bailey (serial TV)
- 1990: Ladies on Sweet Street jako Bea
- 1990: Simple Justice jako Anna DiLorenzo
- 1990: Na dobre i na złe (Honeymoon Academy) jako pani Nelson
- 1990: A Mom for Christmas jako Philomena
- 1990: Ślepa wiara (Blind Faith) jako Tessie McBride
- 1992: Druga miłość (Used People) jako ciotka Lonnie
- 1995: Harfa traw (The Grass Harp) jako pani Richards
- 1996–2005: Wszyscy kochają Raymonda (Everybody Loves Raymond) jako Marie Janella Barone (serial TV)
- 1997: A Thousand Men and a Baby) jako siostra Philomena
- 1998: Dzielna pani Brisby 2: Timmy rusza na ratunek (The Secret of NIMH 2: Timmy to the Rescue) jako Auntie Shrew (głos)
- 1998: Mój olbrzym (My Giant) jako Rose
- 1999: Ryba w wannie (A Fish in the Bathtub) jako Frieda
- 2000: Jedyna prawdziwa miłość (One True Love) jako Lilian
- 2001: Full Circle jako Sylvia
- 2001: Sons of Mistletoe jako Marge
- 2001: All Over the Guy jako Esther
- 2003: Pamiętna wizyta (A Time to Remember) jako Maggie Calhoun
- 2003: Dickie Roberts: Kiedyś gwiazda (Dickie Roberts: Former Child Star) jako Peggy Roberts
- 2003: Lizzie McGuire jako babcia Ruth (serial TV)
- 2004: Wychować Waylona (Raising Waylon) jako Marie
- 2005: Szczęśliwa trzynastka (Lucky 13) jako Rose Feidler
- 2006: Widzę-cię.com (I-See-You.Com) jako Doris Bellinger
- 2006: W naszym domu (Our House) jako Ruth Galloway
- 2006: Trzymaj ze Steinami (Keeping Up with the Steins) jako Rose Fiedler
- 2006: Babcisynek (Grandma's Boy) jako babcia Lilly
- 2008: Play the Game jako Rose
- 2008: Broadway: Beyond the Golden Age
- 2009: Mrs. Miracle jako pani Merkle
- 2009: Obcy na poddaszu (Aliens in the Attic) jako babcia Nana Rose Pearson
- 2009: Another Harvest Moon jako Alice
- 2010: Call Me Mrs. Miracle jako pani Merkle
- 2012: Gotowe na wszystko jako Doris Hammond